# Lynsey de Paul
Lyndsey Monckton Rubin, plus connue sous le nom de scène Lynsey de Paul, née le 11 juin 1948 dans le district de Cricklewood et morte le 1er octobre 2014 à Londres, est une chanteuse, auteure-compositrice-interprète et actrice britannique.

## Biographie

### Enfance
Elle naît dans le district de Cricklewood, au nord-ouest de Londres au sein d'une famille de confession juive. Son père, Herbert Rubin, est promoteur immobilier. Elle se passionne pour la musique dès son plus jeune âge, étudiant le violon et le piano. Ses connaissances musicales se limitent alors à la musique classique, car la musique populaire déplaît à sa famille qui ne l'incite guère à en écouter.
Adolescente, doutant de ses capacités à devenir musicienne professionnelle, Lyndsey étudie le design au Hornsey College of Art, situé dans le quartier de Crouch End du Grand Londres, pour travailler comme graphiste. Elle conçoit des pochettes d'albums, dont une pour le duo The Pipkins. Âgée de 21 ans, elle quitte le foyer familial et, devenue indépendante financièrement, achète un appartement. Elle décide de se consacrer entièrement à l'écriture de chansons.

### Débuts et premiers succès
Lyndsey compose ses premières chansons au début des années 1970, dont certaines sont chantées par l'enfant acteur Jack Wild dans Oliver !. Trois premiers titres sont coécrits avec Don Gould et enregistrés, dont Takin 'It Easy et Bring It On Back to Me. Ils sont présents sur l'album de Gould Coming Up Roses Everything, sorti en 1971. La même année, Lyndesy signe un contrat avec le producteur de musique ATV Kirshner. Cette association marque le début des premiers succès. Le premier titre de Lyndsey à devenir célèbre est Storm in a Teacup, (crédité Lyndsey de Paul et Ron Roker). Le potentiel de la jeune artiste est remarqué par le producteur Roger Cook qui décide d'enregistrer le titre pour le groupe The Fortunes en 1972. La chanson se place dans le top 10 des hits britanniques. Lyndsey interprète le titre dans l'émission The Two Ronnies sur la BBC. Le succès lui sourit aussi dans les charts néerlandais. La chanson On the Ride est interprétée par le groupe Continental Uptight Band et figure dans le top 30 des hits les plus écoutés aux Pays-Bas.

### 1972-1977: le temps des hits
La décennie 1970-1980 est pour la jeune artiste une époque jalonnée de tubes reconnus. De fait, 14 compositions se positionnent parmi les meilleures places des charts au Royaume-Uni entre 1972 et 1977. L'été 1972, Lyndsey enregistre le single Sugar Me qui connaît un franc succès. Chanté lentement et d'une voix sensuelle, le titre atteint la cinquième place dans le Top 10 des hits les plus populaires au Royaume-Uni et culmine à la première place des singles aux Pays-Bas, en Belgique et en Espagne. Il est interprété par Nancy Sinatra et Claudine Longet sur les ondes américaines. C'est au cours de l'enregistrement que Lyndsey choisit et adopte le pseudonyme de Lynsey de Paul. Le single suivant, Getting A Drag, sorti la même année, figure à la dix-huitième place dans le top 20 des meilleurs titres britanniques. Son troisième single, All Night, coécrit avec Rocker ne rencontre pas le succès escompté, mais Lynsey revient dans le top 20 des charts britanniques avec la ballade Won't Somebody Dance With Me en 1974, qui lui vaut d'être récompensée par un Ivor Novello Award. Un second lui est décerné pour No Honestly, qui devient le thème musical de la série télévisée du même nom et figure dans le top 10 des hits britanniques.
En 1977, le titre Rock Bottom, coécrit avec Mike Moran est sélectionné pour représenter le Royaume-Uni lors au Concours Eurovision de la chanson qui se tient à Londres. En fin de compétition, la France et le pays hôte se disputent la première place. À l'issue du vote, le Royaume-Uni n'accède qu'au deuxième rang, mais le titre a néanmoins conquis les ondes et gagne une nouvelle place de choix dans le top 20 des hits de nombreux pays européens, dont la France, l'Allemagne, l'Autriche et la Suisse. Ce succès encourage Lynsey et Moran à continuer de composer ensemble. Leur collaboration aboutit à l'enregistrement de nouveaux singles dont Let Your Body Go Downtown, Going to a Disco, Without You et Now and Then.
La même année, Lynsey de Paul enregistre le thème musical de la sitcom The Rag Trade, une émission de Long Week-end TV diffusée sur la BBC, puis celui de Hi Summer pour une émission d'ITV. Les chansons de l'artiste sont audibles dans les films Le Grand Sommeil (1978), Mad Mission (1982), Anita and Me (2002), American Swing (2008) et Side by Side (2012).

### 1980: le renouveau
Lynsey de Paul passe trois années en Californie auprès de l'acteur James Coburn, avec qui elle a une liaison. Ce dernier coécrit deux titres sur son cinquième album Tigers and Fireflies en 1979. Elle rentre en Angleterre en 1982. Populaire à travers l'Europe, la chanteuse voit le succès s'essouffler. Elle continue à composer et à se produire sur scène, notamment en 1983, lors du Party's youth rally du Parti conservateur qu'elle soutient. À cette occasion, elle interprète l'une de ses propres compositions, intitulée Tory, Tory, Tory.
Elle est aussi l'auteure du thème musical de l'émission Hearts Of Gold,, présentée sur BBC1 par Esther Rantzen à partir de 1988 jusqu'en 1996.
Elle se produit aussi à plusieurs reprises au théâtre. En 1983, elle fait partie du casting de la représentation pantomime Aladdin and His Wonderful Lamp au théâtre  Shaftesbury de Londres. En 1985, elle joue dans la version britannique de la comédie musicale américaine Pump Boys and Dinette au Piccadilly Theatre.

### Fin de carrière
Au début des années 1990, Lynsey continue à enregistrer des chansons, comme There's No Place Like London, qui est sélectionnée pour la Parade de Londres en 1993. En 1995, elle s'associe avec le compositeur Ian Lynn pour un projet d'album à l'occasion du lancement de l'Eurotunnel. Intitulé How Do You Do, I'm Marcus, il sort la même année, en même temps qu'un livre illustré destiné aux enfants à l'occasion de déplacements dans le train. Elle partage le restant de sa carrière entre apparitions télévisées et rédaction d'articles de voyages pour le Dailymail.
Marquée par les abus physiques paternels dont elle confie avoir souffert durant son enfance et ayant connu des relations difficiles avec des acteurs sujets à des comportements violents, dont James Coburn durant leurs quatre années de liaison, Lynsey de Paul sort en 2007 un DVD intitulé Taking Control, abordant les maltraitances infligées aux femmes et traitant des moyens pour elles de s'en protéger physiquement et mentalement. En 1992, elle avait présenté un documentaire de légitime défense féminine, intitulé Eve Fights Back, ayant remporté un prix Royal Television Society. Malgré ses nombreuses liaisons avec des célébrités comme Sean Connery, Ringo Starr et Dudley Moore, Lynsey ne s'est jamais mariée.
Végétarienne, Lynsey de Paul participe à des émissions comme Un dîner presque parfait, Un trésor dans votre maison et a même joué comme actrice dans un épisode de la série télévisée Kingdom en 2007.
Elle meurt le 1er octobre 2014 à Londres d'une hémorragie cérébrale, à l'âge de 66 ans.

## Discographie

### Albums
- 1972 : Sugar Me (MAM)
- 1974 : Taste Me... Don't Waste Me (Jet Records)
- 1974 : The World Of Lynsey De Paul LP (MAM)
- 1975 : Love Bomb (Mercury)
- 1976 : Getting A Drag - Best collection LP (MAM)
- 1979 : Tigers And Fireflies (Polydor)
- 1990 : Before You Go Tonight LP (Vivid Sound Corporation)
- 1994 : Lynsey De Paul (QED)
- 1999 : Just A Little Time  (ARC Records, The Magic Collection)

### Singles et EPs
- 1972 : Sugar Me (MAM)
- 1972 : Getting A Drag (MAM)
- 1972 : Won't Somebody Dance With Me (MAM)
- 1973 : All Night (MAM)
- 1973 : Aburriendonos / Brandy (MAM)
- 1974 : No Honestly (Jet Records, Polydor)
- 1974 : Ooh I Do (Warner Bros Records)
- 1975 : Rhythm And Blue Jean Baby (Jet Records)
- 1975 : Love Bomb / Rainbow (Jet Records, Polydor)
- 1975 : My Man And Me / Dancing On A Saturday Night (Polydor, Jet Records)
- 1975 : Sugar Shuffle / Love Bomb (Mercury)
- 1975 : Hug And Squeeze Me (Jet Records)
- 1976 : If I Don't Get You The Next One Will (Jet Records)
- 1977 : You Give Me Those Feelings (Polydor)
- 1978 : Hollywood Romance (Polydor)
- 1979 : Tigers And Fireflies (Polydor)
- 1981 : Strange Changes (MCA Records)
- 1994 : There's No Place Like London (LBC)

## Filmographie

### Cinéma
- 1984 : Gabrielle and the Doodleman : Miss Moneyfairy / Dandini

### Télévision
- 1975 : Cooper (série TV)
- 1983 : The Starlight Ballroom (TV) : Carol
- 1984 : Emu's Pink Windmill Show (série TV) : 1 épisode
- 2007 : Kingdom : Sheila (1 épisode)

### Productrice
- 1992 : Eve Strikes Back (documentaire - productrice associée)
- 2006 : Taking Control: Simple Mental & Physical Self Defence for Women (documentaire)